# Gheorghe Țîbîrnă
Gheorghe Țîbîrnă (n. 16 februarie 1944, Sîngerei-Vechi, județul Bălți  – d. 11 iunie 2022, Chișinău, Republica Moldova) a fost un oncolog moldovean, care a fost ales ca membru titular al Academiei de Științe a Moldovei.

## Biografie
La data de 26 august 2008, președintele Republicii Moldova, Vladimir Voronin, i-a acordat titlul de „Laureat al Premiului de Stat” pe anul 2008 lui Gheorghe Țîbîrnă, academician, doctor habilitat în științe medicale, profesor universitar pentru ciclul de lucrări „Noi tehnologii în combaterea cancerului” 
Studii:	După absolvirea Institutului de Stat de Medicina din Chișinău (1967), a urmat secundariatul clinic, apoi doctorantura (1969–1972) la Centrul oncologic 
științiic al Academiei de științe medicale a Federației Ruse (Moscova).
Titluri științifice și onorifice:
- Doctor Habilitat în Științe Medicale, Profesor Universitar.
- Membru titular al  Academiei de Științe din Republica Moldova.
- Președinte al Academiei de Științe Medicale din Republica Moldova.
- Membru al Comitetului Ligii Medicilor.
- Membru „The European Association on Cancer Research”
- Membru „L’Union Médicale Balkanique”.
- Membru “American Head and Neck Society”.
- În an. 2000	i s-a conferit titlul onorific „Om emerit”.
- 2004 – decorat cu ordinul „Gloria muncii”, 
- 2008 - Laureat al Premiului de stat al Republica Moldova..
Experiență managerială: 	
- Conducătorul departamentului științific „Chirurgia tumorilor capului și gâtului” a IOM.
- 1990-1995 – Director, Institutul Oncologic din Moldova, Chișinău.
- 1995- prezent – Vice-Director pe problemele științei al IOM.
- 1995- prezent – Președinte, Societatea „Profilaxia Cancerului”.
- 1997- prezent – Specialistul principal medic-oncolog al Ministerului Sănătății din Republica Moldova.
Aria intereselor științifice:	Oncologia. Diagnosticul, tratamentul chirurgical și reabilitarea bolnavilor cu tumori a regiunii capului și gâtului. Profilaxia cancerului (stresul). 
Din 1972 până în prezent lucrează în calitate de cercetător științific superior la Institutul Oncologic din Chișinău, aici organizează in 1977 Secția de chirurgie a regiunii capului și gatului, pe care o conduce de 30 de ani. În perioada 1990–1995 exercita funcția de director al Institutului oncologic, fiind concomitent șef al catedrei de oncologie a Universității de Stat de Medicina și Farmacie „N. Testemițeanu”. Este fondatorul scolii științifice de chirurgie oncologică a regiunii capului și gâtului din Republica Moldova. A pregătit 4 doctori și 6 doctori habilitați în științe medicale. A elaborat metode noi de diagnostic și tratament chirurgical ale tumorilor capului și gâtului, in special ale laringelui, glandei parotide și tiroide, a contribuit la stabilirea unor criterii de diagnosticare precoce a cancerului și de profilaxie a acestuia. A elaborat metode raționale și optimale de chirurgie plastică în oncologie. A fost primul în republică, care a practicat metoda de criochirurgie în tratamentul tumorilor maligne și metoda microchirurgicală în oncologie. Rezultatele cercetărilor sale se regăsesc în cele 350 de lucrări științifice. Publicații științifice: 350 publicații (48 în reviste străine), 12 monografii, 9 recomandări metodice, 7 brevete de invenție.
Г.Цыбырнэ, «Лечение местно-распространенного рака головы и шеи», Кишинэу, 1987, 226 стр.
B.Melnic, Gh.Țîbîrnă, Gh.Duca, S.Corina Cica, „Chimia, stresul și tumoarea”, Chișinău, 1997, 236 pag.
Gh.Țîbîrnă, „Ghid clinic de oncologie”, Chișinău, 2003, 827 pag.